# سميح أيديلك
سميح أيديلك ((بالتركية: Semih Aydilek)‏؛ مواليد 16 يناير 1989) لاعب كرة قدم ألماني من أصل تركي يجيد اللعب كمهاجم أو جناح.

## روابط خارجية
- سميح أيديلك على موقع الاتحاد الدولي (مؤرشف)  (الإنجليزية)
- سميح أيديلك على موقع الاتحاد الأوربي (الإنجليزية)
- سميح أيديلك على موقع اتحاد تركيا (لاعب) (الإنجليزية)
- سميح أيديلك على موقع قاعدة بيانات كرة القدم.إي يو (الإنجليزية)
- سميح أيديلك على موقع Soccerbase.com (لاعب) (الإنجليزية)
- سميح أيديلك على موقع Soccerway.com (الإنجليزية)
- سميح أيديلك على موقع عالم كرة القدم.نت (الإنجليزية)